# Manakin fastueux
Chiroxiphia linearis
Espèce
Statut de conservation UICN

 LC  : Préoccupation mineure
Le Manakin fastueux (Chiroxiphia linearis) est une espèce de passereau de la famille des pipridés.

## Comportement
Cette espèce de Manakin est très intéressante par son mode de vie familial. Les mâles forment un duo ou un trio sur un long terme. Ils chantent de façon synchronisée et, si une femelle attirée par son chant, ils effectuent une danse nuptiale complexe coordonnée. Si elle accepte de s'accoupler, seul le mâle dominant l'insémine. Parmi les nombreux partenariats masculins disponibles dans une région, seulement un ou quelques mâles assurent la grande majorité des accouplements pendant une saison de reproduction donnée. Comme chez les autres espèces pratiquant ce mode de reproduction, la femelle construit le nid et élève les jeunes sans la participation des mâles.

## Répartition
Cet oiseau vit au Costa Rica, au Guatemala, au Honduras, au Mexique, au Nicaragua et au Salvador.

## Habitat
Son habitat naturel est la forêt tropicale ou subtropicale sèche, les forêts tropicales et subtropicales humides en plaine et les forêts primaires fortement dégradées.

## Sous-espèces
Selon Alan P. Peterson, il en existe 2 sous-espèces
- Chiroxiphia linearis fastuosa (Lesson) 1842 ;
- Chiroxiphia linearis linearis (Bonaparte) 1838.